# جون فورست (سياسي أسترالي)
جون فورست (بالإنجليزية: John Forrest) هو مستكشف وسياسي أسترالي، ولد في 22 أغسطس 1847 في بانباري في أستراليا، وتوفي في 3 سبتمبر 1918 في سيراليون بسبب سرطان. حزبياً، نشط في Liberal Party (Australia, 1909) ‏.

## مناصب
- انتخب عضو الجمعية التشريعية لأستراليا الغربية.
- انتخب عضو مجلس الشورى البريطاني.
- انتخب عضو مجلس النواب الأسترالي عن دائرة Division of Swan [الإنجليزية]‏ (29 مارس 1901 – 2 سبتمبر 1918).
- انتخب Premier of Western Australia [الإنجليزية]‏ عن دائرة Electoral district of Bunbury [الإنجليزية]‏ (22 ديسمبر 1890 – 15 فبراير 1901).

## روابط خارجية
- جون فورست على موقع الموسوعة البريطانية (الإنجليزية)